# David Pieterszoon de Vries
David Pieterszoon de Vries (né à La Rochelle vers 1593 et mort à Hoorn le 13 septembre 1655), est un navigateur hollandais.

## Biographie
En 1617, De Vries entreprend un voyage de chasse à la baleine à l'île Jan Mayen. En 1620, il navigue à Terre-Neuve et vend du poisson séché en Italie. À Toulon, il rejoint le duc de Guise. En 1624, il retourne au Canada, toujours en service français. Après son retour aux Pays-Bas, la Compagnie néerlandaise des Indes occidentales met un embargo sur son navire. De Vries vend son bateau et part pour Bayonne.
En 1627, il navigue de Hoorn à Batavia. À bord, Jan Pieterszoon Coen n'est reconnu que pendant le voyage. Des Indes néerlandaises, il navigue à Masulipatnam. En 1629, vingt-huit colons naviguent en Amérique du Nord et fondent la colonie Swanendael (en) à Lewes, organisée pour la Compagnie néerlandaise des Indes occidentales par cinq marchands de New Amsterdam, qui espérent devenir patrons de la colonie : Kiliaen van Rensselaer, Samuel Godijn (en), Samuel Blommaert (en), Albert Burgh (en), Johannes de Laet et De Vries. Cependant, en visitant la colonie en 1632, De Vries découvre que les colons avaient été massacrés et leur fort incendié.

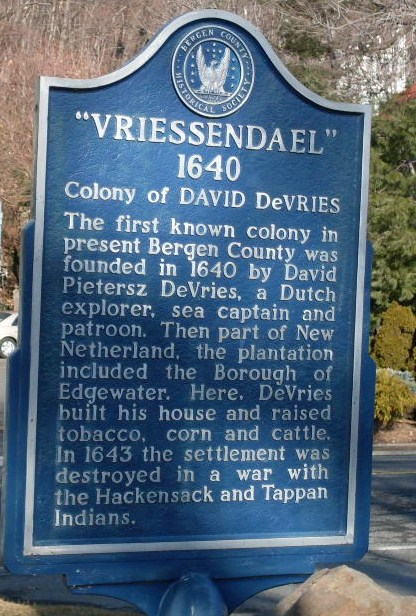
Plaque commémorative.

Il retourne en Amérique du Nord deux fois, établissant finalement un règlement sur Staten Island (1639) et un autre, au nord de Pavonia (en), connu sous le nom de Vriessendael (en) (1640). En 1636, De Vries construit un fortin à Signal Hill sur Staten Island, la première maison de signalisation érigée par les colons européens en Amérique du Nord et le futur site de Fort Tompkins (en).
De Vries agi souvent comme un intermédiaire pour tenter de maintenir la paix entre les Lenapes et le directeur Willem Kieft. De Vries tente d'empêcher Kieft de lancer le massacre de Pavonia, déclencheur de la guerre de Kieft. Après le massacre, De Vries joue un rôle important en amenant les Indiens Hackensack sachem Oratam (en) à négocier une trêve, qui n'a pas tenu face aux politiques agressives de Kieft. De Vries devient une figure de proue du soulèvement populaire contre Kieft dans la colonie néerlandaise qui a finalement conduit à la révocation du directeur et à son rappel pour procès.
Désenchanté par le traitement réservé par les Néo-Néerlandais à la population indigène, il quitte sa ferme de Vriessendael en octobre 1643 et retourne en Hollande. Il y sera maître d'artillerie à Alkmaar, où il publie en 1655 le récit de ses voyages dans Korte Historiael

## Ouvrage
- (nl) David Pietersz. de Vries, Korte historiael, ende journaels aenteyckeninge, van verscheyden voyagiens in de vier deelen des wereldts-ronde, als Europa, Africa, Asia, ende Amerika gedaen, Alkmaar, Symon Cornelisz. Brekegeest, 1655 (lire en ligne).

## Source
- (en) Cet article est partiellement ou en totalité issu de l’article de Wikipédia en anglais intitulé « David Pietersz. de Vries » (voir la liste des auteurs).